# État halakhique
 (août 2011).
Si vous disposez d'ouvrages ou d'articles de référence ou si vous connaissez des sites web de qualité traitant du thème abordé ici, merci de compléter l'article en donnant les références utiles à sa vérifiabilité et en les liant à la section « Notes et références ».
Le concept d'État halakhique fait référence à une « république » juive hypothétique en Terre d'Israël gouvernée par la Halakha. Dans un tel État, les Juifs seraient appelés à adhérer aux lois de la Torah, et les non-Juifs auraient le statut de ger toshav et devraient suivre les lois noahides.

## Positions des partis religieux politiques en Israël
Certains partis religieux comme le Yahadut Hatorah et le Shas aspirent en principe à la transformation de l'État d'Israël en État halakhique, bien qu'ils ne poussent pas en ce sens à l'heure actuelle. D'autres, comme le Front national juif ou les groupes kahanistes promeuvent activement cette voie (certains comme le Kach et Kahane Chai plaident pour l'abolition de la démocratie laïque et son remplacement par cet État halakhique). Le Meimad est, à l'heure actuelle, le seul parti politique religieux s'opposant fermement à un État halakhique. Le Parti national religieux souhaitait accroître le caractère religieux juif de l'État de manière progressive en influençant les individus.
Afin de préserver la judaïté de l'État, de nombreux Israéliens pourraient être enclins à doter Israël d'une gouvernance halakhique si la Cisjordanie et Gaza étaient annexées, et la citoyenneté accordée aux Palestiniens. De nombreux colons israéliens du mouvement Gush Emunim ont l'intention de créer un État halakhique autonome en Judée-Samarie si Israël se retirait de ces territoires.[réf. nécessaire]

## Positions des dirigeants religieux juifs
Menachem Mendel Schneerson, dirigeant du judaïsme hassidique Loubavitch, supportait la transformation d'Israël en État halakhique. Il releva aussi à de nombreuses reprises que selon la tradition juive de l'arrivée du Messie conduirait la Terre d'Israël à être régie par la Halakha. Cet État serait une monarchie dirigée par le Messie.

## Mouvement pour la restauration du Sanhédrin
L'actuel mouvement pour la restauration du Sanhédrin apparemment comme chambre haute de la Knesset est aussi considéré comme une tentative d'orientation du gouvernement israélien vers une gouvernance et une jurisprudence halakhique.